# Isaac Kerstenetzky
Isaac Kerstenetzky (1926 – 1991) foi um economista brasileiro e presidente do Instituto Brasileiro de Geografia e Estatística (IBGE) de 1970 a 1979.

## Vida e carreira acadêmica
Isaac nasceu no bairro de Vila Isabel, Rio de Janeiro, filho de imigrantes judeus da Bessarábia. Foi casado e teve três filhos.
Graduou-se em economia pela Universidade do Brasil (atual UFRJ) , e tornou-se mestre pela Universidade McGill, no Canadá. Fez especialização em Planejamento Econômico na Universidade de Haia, onde teve como orientador o prêmio Nobel em Economia Jan Tinbergen. Kerstenetzky permaneceu ligado à Fundação Getúlio Vargas (FGV) até 1970, quando assumiu a presidência do IBGE, e depois disso de 1979 até seu falecimento. Além disso, de 1980 a 1985 foi decano do Centro de Estudos Sociais da PUC-Rio.[carece de fontes?]
Foi agraciado com o Prêmio Anísio Teixeira em 1986.

## Na Presidência do IBGE
Em 1970, convidado pelo Ministro do Planejamento João Paulo dos Reis Velloso, Kerstenetzky tornou-se presidente do IBGE. Até então, o Instituto focava suas ações em dados referentes a demografia e geologia apenas. Ele mudou isso sensivelmente, realizando pesquisas com o objetivo de encontrar estatísticas antes não tidas como importantes, como indicadores variados de pobreza - o que por vezes incomodou os governos militares - e usando técnicas antes não empregadas pelo órgão, como pesquisas por amostras de domicílios.
Sendo assim, o IBGE a partir da gestão Kerstenetzky se tornou uma ferramenta indispensável para a delineação das políticas sociais e econômicas do Brasil, além de ser uma incomoda prova que o Milagre Econômico da Ditadura brasileira não trouxe distribuição de renda.